# Isaäc Troostwijk
Isaäc Troostwijk (Amsterdam, 24 september 1880 - Westerbork, 28 november 1942) was een Nederlandse verzetsstrijder.

## Levensloop
Troostwijk studeerde aan de Koninklijke Militaire Academie in Breda en werd daarna benoemd tot 2e luitenant bij het KNIL. In oktober 1903 vertrok hij met zij vrouw Maria van der Heijden naar Nederlands-Indië. In 1930, inmiddels opgeklommen tot de rang van luitenant-kolonel, ging hij met pensioen en keerde terug naar Nederland.
In Nederlands-Indië had Troostwijk zich aangesloten bij de vrijmetselarij. Ook terug in Nederland bleef hij betrokken. Zo raakte hij bevriend met een andere voormalige KNIL-officier, te weten Hermannus van Tongeren. Na de Duitse inval in Nederland in mei 1940 begon Troostwijk samen met Van Tongeren en diens dochter Jacoba een verzetsgroep, die later bekend kwam te staan als de bekende Groep 2000. Van Tongeren en Troostwijk begonnen met het verzamelen van militaire gegevens over de Duitsers, met als doel om met deze gegevens de Engelsen te helpen. Na de arrestatie van Hermannus van Tongeren ging Troostwijk door met het verzetswerk en hielp bij het opzetten van een netwerk van onderduikers. In de zomer van 1942 haalde hij in Zwolle een bedrag op van zeshonderdduizend gulden bij iemand uit kringen van de vrijmetselarij, waarmee het werk van Groep 2000 voor een tijd kon worden gefinancierd.
Vanwege Troostwijks joodse afkomst, en problemen met zijn hart, werd het voor hem wel steeds lastiger om te reizen. Zijn vrouw, ook van joodse afkomst, ontving in september 1942 een oproep zich te melden in Kamp Westerbork. Troostwijk wilde haar niet in de steek laten en ging met haar mee, hoewel hijzelf geen oproep ontving. Op 28 november 1942 overleed hij aan de gevolgen van hartfalen. Zijn vrouw werd twee maanden later op transport gezet en vergast in Auschwitz.